# Грана падано
Гра́на пада́но (итал. Grana Padano, то есть «зернистый из Падании») — североитальянский твёрдый сыр из семейства грана (то есть зернистых сыров), напоминающий пармезан. 
Имеет солоноватый, пикантный вкус с лёгким ореховым оттенком (не столь насыщенный и солёный, как вкус пармезана). 
Происходит из Ломбардии, но в настоящее время производится также в других регионах Падании: Эмилия-Романья,  Венеция, Трентино — Альто-Адидже, Пьемонт. Если для выпуска пармезана используется молоко коров, которые откармливались только травой и сеном, то для грана падано требования в отношении сырья (и ряда других условий производства) не столь жестки. Соответственно, и стоит этот сыр обычно дешевле своего именитого собрата.
В 1954 году был основан консорциум Consorzio per la Tutela Del Formaggio Grana Padano, объединяющий множество фирм-производителей сыра грана падано, основной функций которого является контроль и надзор за качеством сыра. В 1955 году консорциум зарегистрировал товарный знак Grana Padano в нескольких европейских странах.
Для производства 1 кг сыра требуется 17 литров молока. Сыр грана падано созревает медленно, от 12 до 18 (редко до 24) месяцев. Грана падано выпускается круглый год, поэтому качество его может слегка варьировать в зависимости от периода закладки. Головки сыра цилиндрические, диаметром 35-45 см, высотой 15-18 см. Масса головок составляет от 24 до 40 кг. Корка тонкая, белая или слабо жёлтая.
Грана падано употребляют как отдельно, в качестве дополнения к красному или креплёному вину (херес, вермут), так и в тёртом виде аналогично пармезану (для заправки пасты, в салатах и т. д.). Для колки сыра ввиду его твёрдости используется специальный нож с деревянной ручкой.